# Marie Laveau
Marie Laveau (* um 1794 oder 1801; † 16. Juni 1881 in New Orleans) war eine Voodoo-Priesterin und wandte unter der Bezeichnung Voodoo Techniken an, die auch als Magie bezeichnet werden. Sie galt im 19. Jahrhundert als eine der einflussreichsten Personen in New Orleans; es gibt zahlreiche Geschichten und Legenden über sie.

## Leben und Wirken

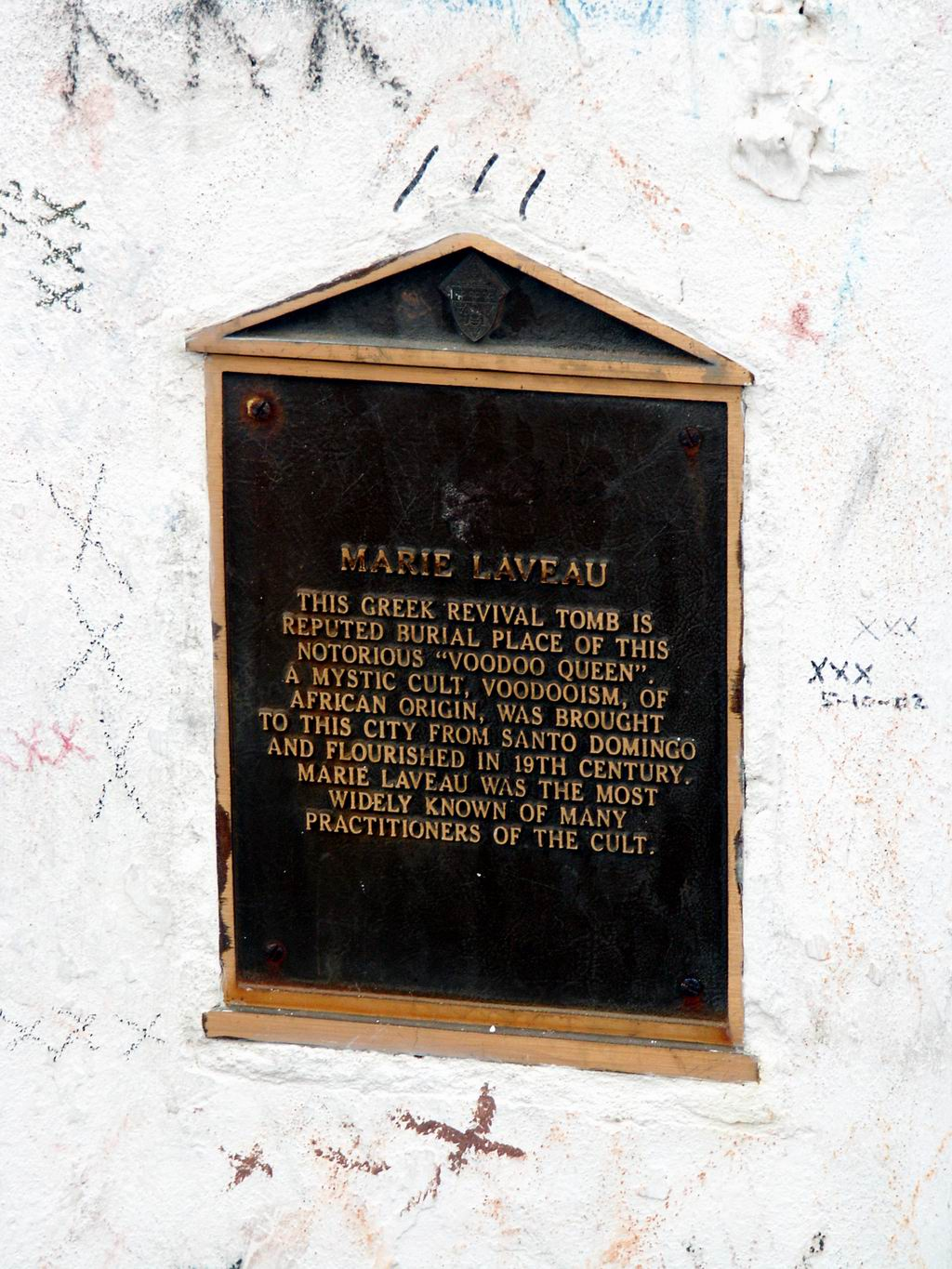
Grab von Laveau auf dem St. Louis Cemetery

Marie Laveau soll Ende des 18. oder Anfang des 19. Jahrhunderts im French Quarter von New Orleans geboren und kreolischer Abstammung gewesen sein, als Tochter eines weißen Farmers und einer Schwarzen. Am 4. August 1819 heiratete sie Jacques Paris; die Eheschließung ist amtlich dokumentiert. Informationen über ihr Leben vorher sind nicht bekannt. Ihr Ehemann starb um 1826, es werden auch andere Todesdaten genannt. Fortan arbeitete Laveau als Frisörin, die ihre Kundinnen – vornehme weiße Damen – in ihren Häusern besuchte und von diesen und deren Dienstboten eine Vielzahl von Informationen erhielt. Nach dem Tod ihres Mannes lebte sie mit Luis Christopher Deuminy de Glapion zusammen, der 1835 starb. Insgesamt soll Marie Laveau 15 Kinder zur Welt gebracht haben, alle nicht ehelich.
Voodoo-Anhänger galten bei der Kirche als Teufelsanbeter und mussten mit Verfolgung rechnen. Marie Laveau reagierte darauf, indem sie Voodoo mit dem Katholizismus mischte, beispielsweise mit katholischen Devotionalien, Heiligenstatuen und Kruzifixen. Sie erklärte, Voodoo-Anhänger seien ebenfalls Christen und veranstaltete Voodoo-Shows, die von für Christen schwer verständlichen Anteilen wie Schlangenanbetung und Blutopfer bereinigt waren. Dazu lud sie gut situierte Leute und zahlende Gäste ein. Auf der anderen Seite gab es aber auch geheime Voodoo-Zeremonien.
Immer wieder wurde versucht, Marie Laveau vor Gericht zu bringen, aber es kam nie zu einem Prozess. Offensichtlich schützten sie ihre vielfältigen Beziehungen und ihr Wissen über die Gesellschaft New Orleans’.
Am 16. Juni 1881 meldeten die Zeitungen in New Orleans ihren Tod. Ihre älteste Tochter, die ebenfalls Marie Laveau hieß, soll ihre Voodoo-Praktiken weitergeführt haben. Einige Jahre später verschwand diese spurlos. Das Grab der Mutter auf dem Saint Louis Cemetery, Teil der Familiengrabstätte der Glapions, ist heute eine Touristenattraktion, wird aber auch nach wie vor von Voodoo-Anhängern besucht. Es ist nicht sicher, ob auch ihre Tochter in diesem Grab liegt. In dem von den Laveaus bewohnten Haus in der St. Ann Street befindet sich heute ein kleiner Apartmentkomplex. Im Dezember 2013 wurde Marie Laveaus Grab zum Ziel von Vandalismus.

## Marie Laveau in Medien

Ehemaliges Wohnhaus der Laveaus

- Marie Laveau kommt in Isabel Allendes Roman Zorro vor.
- Sie wird erwähnt im Song Clare von Fairground Attraction.
- Bobby Bare schrieb über sie den Country-Song Marie Laveau.
- Dr. Hook & the Medicine Show im Song Marie Laveaux 1972, Text und Musik von Shel Silverstein.
- Dr. John schrieb ein gleichnamiges Lied.
- Canned Heat widmeten der Voodoo-Königin ebenfalls einen Titel auf dem Album Boogie with Canned Heat.
- Green on Red besangen Marie Laveau in dem Song The Quarter auf dem Album This Time Around (1991)
- Marie Laveau ist eine der Nebenfiguren in den von Barbara Hambly geschriebenen Kriminalromanen um die Hauptfigur Benjamin January.
- Marie Laveau kommt in dem Roman New Orleans von Alexandra Ripley aus dem Jahr 1987 vor.
- Die Gruppe Redbone schrieb das Lied The Witch Queen of New Orleans über sie.
- Kenny Barron schrieb ein gleichnamiges Stück, das er mit seinem Quintett 2004 auf dem Album Images veröffentlichte.
- Marie Laveau kommt im 1. Teil des Sierra-Adventures Gabriel Knight vor.
- Marie Laveau kommt als untote, voodoopraktizierende Ghul-Königin in Jeaniene Frosts Night-Huntress-Serie vor.
- Marie Laveau taucht in Neil Gaimans Roman American Gods als Nebenfigur einer der Unterkapitel auf, die erzählen, wie die Götter nach Amerika kamen.
- 2013 wurde Marie Laveau in der Fernsehserie American Horror Story von Angela Bassett verkörpert.
- In Pastewka Staffel 7 Folge 3 Der Fluch muss Bastian Pastewka mit einem Fluch von einer Nachfahrin Marie Laveaus fertigwerden.
- Die dänische Metal-Band Volbeat hat Marie Laveau auf ihrem sechsten Studioalbum Seal the Deal & Let’s Boogie ein Stück gewidmet.
- Trombone Shorty, auch aus New Orleans, hat ihr auf seinem Album Parking Lot Symphony (2017) die Stücke Laveau Dirge No. 1 und Laveau Dirge Finale gewidmet.[3]